# マルサ!!東京国税局査察部
『マルサ!!東京国税局査察部』（マルサ とうきょうこくぜいきょくささつぶ）は、フジテレビ系列で、2003年4月8日から6月24日まで放送されていた日本のテレビドラマ。全12回。主演は江角マキコ。関西テレビとアズバーズの制作。初回は10分拡大して放送した。

## あらすじ
通称“マルサ”と呼ばれる東京国税局査察部の査察総括第三課に属する査察官たちが、潜入捜査により悪質な脱税の証拠をつかむ様を描く。

## キャスト
- 円谷加音子：江角マキコ

第三課査察官。几帳面な性格で地味なルックスだが、強い正義感と豊富な脱税知識を持つ。特技は変装で、潜入捜査で変装するや人格も豹変、着実に任務を遂行していく。
- 財津一臣：香川照之

第三課査察官。穏やかな性格で、職場の緩衝材的存在。
- 富永満：三宅健

第三課新人。コンピューターのハッキングが得意。
- 宝生千寿：池田真紀

第三課事務。コネ入社で税務の知識は浅い。
- 高畑力：永井大

第三課一員。筋骨隆々で、車のA級ライセンスをもつ。
- 安田靖緒：佐藤二朗
- 河瀬両子：猫背椿
- 蔵持不二夫：東幹久

第三課統括官。エリート意識でメンバーを見下す。
- 納谷利章：佐戸井けん太
- 矢代収：嶋尾康史
- 国領主税：渡哲也

第三課課長補佐でダジャレ好き。加音子とは信頼関係が。

### ゲスト出演
第1話
- 面堂数夫（ラーメンチェーン店オーナー）：平泉成

第2話
- 美作成美（美容クリニック院長）：野村真美
- 名波月子（美作の元共同経営者）：弘中麻紀

第3話
- 伊織延行（寺の住職）：上田耕一
- 伊織紫乃（延行の妻）：山口美也子

第4話
- 金森知草（銀行員）：辺見えみり
- 牟礼豊介（休眠口座の持ち主）：車だん吉

第5話
- 荻杜文吾（国税局OB、税理士）：村井国夫
- 大河原義光（芸能プロダクション会長）：佐渡稔
- 佐伯（大河原の部下）：来須修二

第6話
- 和勢紗智子（画廊経営）：東ちづる
- 志濃沢壮一（元画廊経営、故人）：柴田林太郎
- 志濃沢翔也（壮一の息子）：石田法嗣
- 深見俊雄（絵画ブローカー）：橋本さとし

第7話
- 佐野俊彦（クラブ店長）：松澤一之
- 藤川小夜子（ホステス）：小沢真珠
- 遠藤リナ（ホステス）：伊藤裕子
- 由佳里（ホステス）：吉井怜

第8話
- 野間木萌（占い集団主宰）：吉田日出子
- 角田房子（野間木の秘書）：内田春菊

第9話
- 佐久間慎吾（葬儀会社オーナー）：石黒賢
- 額田（国税局査察部査察総括第二課長）：山田辰夫
- 波越（佐久間の元舅）：西村淳二

第10話
- 古郡優子（元カラオケチェーン店経理部長）：高橋ひとみ
- 古郡トメ（優子の姑）：佐々木すみ江

第11話
- 代木峰葉（私立大学理事長）：森口瑤子
- 伊与原政喜（衆議院議員）：六平直政
- 宇治田昭次（私立大学副理事長）：鹿内孝

第12話
- 伊与原政喜（衆議院議員）：六平直政
- 土方尚弘（伊与原の秘書）：相島一之

## スタッフ
- 制作：アズバーズ、関西テレビ
- 脚本：戸田山雅司
- 演出：若松節朗（共同テレビ）、本橋圭太（アズバーズ）、三宅喜重（KTV）、石川剛（アズバーズ）
- プロデューサー：安藤和久（KTV）、指田貴行、神山明子、塚田哲也（アズバーズ）
- 音楽：住友紀人
- 主題歌：星村麻衣「GET HAPPY」
- 撮影：伊藤清一
- TD：山岸桂一
- 照明：高橋幸司(1)-(3)(5)(8)(9)(11)(12)、藤本潤一(4)(6)(7)(10)(12
- 音声：国沢藤一
- VTR：浜田麻理
- 編集：新井孝夫
- 美術制作：根古屋史彦
- デザイン：北谷岳之
- 美術進行：工藤敦博
- 装置：塩野秀俊
- 大道具：早川裕美子
- 装飾：大町力
- 持道具：浅井智子
- 衣裳：冨樫理英
- スタイリスト：井関智子
- メイク：森田京子
- 電飾：小板橋厚史
- 美術車輌：筒井康文
- 技術協力：ジェニック、東通ビデオセンター事業部、ブル、FLT
- 美術協力：テレビ朝日クリエイト、京映アーツ
- スタジオ収録：レモンスタジオ
- 車輌：カースタントTA・KA
- 料理指導：むつみ屋

## サブタイトル
| 第1話                                                      | 2003年4月8日  | 人気ラーメン店の脱税暴け   | 14.6% |
| 第2話                                                      | 2003年4月15日 | カリスマ美容整形女医の裏顔 | 13.9% |
| 第3話                                                      | 2003年4月22日 | 悪徳僧侶の丸もうけを暴け！ | 13.6% |
| 第4話                                                      | 2003年4月29日 | 美人銀行OL華麗な恋のワナ   | 13.4% |
| 第5話                                                      | 2003年5月6日  | 絶体絶命芸能プロ危険なワナ | 12.3% |
| 第6話                                                      | 2003年5月13日 | 火花散る美人画商と見栄対決 | 12.8% |
| 第7話                                                      | 2003年5月20日 | お水対決高級クラブの裏の顔 | 12.2% |
| 第8話                                                      | 2003年5月27日 | ボロもうけ占い師の巧妙手口 | 11.6% |
| 第9話                                                      | 2003年6月3日  | 高額納税者の棺は札束の山!! | 11.5% |
| 第10話                                                     | 2003年6月10日 | どっちが鬼？嫁姑遺産争奪戦 | 11.5% |
| 第11話                                                     | 2003年6月17日 | 裏口入学の密告で三課ピンチ | 12.0% |
| 最終話                                                     | 2003年6月24日 | 最後のミッションが始まる   | 14.2% |
| 平均視聴率 12.8%（視聴率は関東地区・ビデオリサーチ社調べ） |               |                            |       |

- 初回は10分拡大して22:04までの放送。

## エピソード
- 渡哲也は「西部警察 SPECIAL」の収録の関係であまり出演しておらず、ドラマの中でも「宮崎へ出張中（同作のロケ地である）」という設定がなされていた。
- 作品中、安田靖緒がラジオライフと思われる雑誌を愛読しているシーンがある。